# Niżnieje Pankratowo
Niżnieje Pankratowo (ros. Нижнее Панкратово) – wieś w Rosji, w rejonie wielikoustidzkim obwodu wołogodzkiego. W 2021 r. była niezamieszkana.